# Крешимир Третињак
 Крешимир Крешо Третињак (1905 — 1987) био је спортски радник, југословенски мачевалачки репрезентативац који се такмичио у борбама у сва 2 оружја:сабља и мач. По занимању био је виши техничар за телефонију и телеграфију.
У сарадњи са братом Бранимиром 1933. конструисао је електрични апарат за регистровање погодака у мачу (то је био други апарат у свету после Швајцарске (1932). Био је технички секретар Мачевалачког савеза Краљевине Срба, Хрвата и Словенаца (1927—28), члан Надзорног (1949—51) и Управног одбора Мачевалачког савеза Југославије (до 1959). Био је и председни Мачевалачког клуба Локомотова из Загреба.

## Спортска биографија
У младости се бавио многим спртовиима, нарочито фудбалом пуних 11 година. Играо је у ХАШКу, ХШК, Гецу Шпарти и СК Пенкала. Најдуже и најспешније се од 1924. до 1959. бавио се мачецањем. Учествовао је на више прненстава Југославије а 1938. 1937. и 1938. био је првак у борби мачем, а 1950. трећи у борби сабљом. Као репрезентативац Југославије, заједно са братом Бранимиром учествовао је на Летњим олимпијским играма 1936. у Берлину.
У Берлину се такмичио појединачно у борби мачем и сабљом и екипно са сабљом.

## Резултати на ЛОИ 1936.

### Мач појединачно
У првом колу такмичио се у групи бр. 8 где је на крају имао само један нерешен меч и био последњи у групи.
Мечеви К. Третињака у 1. колу
| Противник           | Резултат |
| ------------------- | -------- |
| Фредерик Вебер      | 1 : 3    |
| Мишел Пешо          | 2 : 3    |
| Ериј Хамер Серенсен | 2 : 3    |
| Еаул Сауседо        | 0 : 3    |
| Костатинос Бембис   | 3 : 3    |

### Сабља појединачно
У првом колу такмичио се у групи 4, где је изгубио све мечеве и био предзадњи у групи,
Мечеви Ккрешимира Третињака у 1. колу
| Противник          | Резултат |
| ------------------ | -------- |
| Карл Зудрих        | 1 : 5    |
| Ласло Рајчањи      | 2 : 5    |
| Николаос Манолесос | 2 : 5    |
| Гај Хари           | 2 : 5    |
| Camil Szatmary     | 3 : 5    |
| Адолф Штокер       | 3 : 5    |

### Сабља екипно
Екипу су чинили поред Третињака, Миливој Радовић, Еуген Јакобчић, Едо Марион и Павао Пинтарић. Екипа Југославије је била у 7. групи са : САД, Турском и Швајцарском. Изубили су од Турске и Швајцарске са 9:7. Меч са САД није игран јер је САД већ имала две победе и сигуран пласма у четвртфинале, а Југославија ни победдом против САД то није могла постићи.
| Противник                | Резултат |
| ------------------------ | -------- |
| Абдул Халим Токмакчиоглу | 5 : 3    |
| Џихат Тегин              | 5 : 3    |
| Енвер Балкан             | 5 : 2    |
| Орхан Адаш               | 4 : 5    |

| Противник       | Резултат |
| --------------- | -------- |
| Адолф Штокер    | 4 : 5    |
| Алфонс Рукштул  | 5 : 4    |
| Чарсл Гластетер | 1 : 5    |
| Валтер Видеман  | 4 : 5    |

Табела групе 7.
| #  | Репрезентација | ПОБ | ПОР | ТД | ТП | Бел. |
| -- | -------------- | --- | --- | -- | -- | ---- |
| 1. | САД            | 2   | 0   | 26 | 6  | КВ   |
| 2. | Турска         | 2   | 1   | 19 | 29 | КВ   |
| 3. | Швајцарска     | 1   | 2   | 21 | 27 |      |
| 4. | Југославија    | 0   | 2   | 14 | 18 |      |